# Islam Makhachev
Islam Ramazanovitch Makhachev (en russe : Ислам Махачев), né le 27 octobre 1991 à Makhatchkala (Daghestan, Union soviétique), est un pratiquant russe d'arts martiaux mixtes (MMA). Il est d'origine daghestanaise et d’ethnie lak. Il combat actuellement dans la catégorie des poids légers de l'Ultimate Fighting Championship (UFC), où il était le champion de 2022 à 2025 après avoir laissé son titre vacant. Il est actuellement classé numéro 2 de l'UFC toutes catégories confondues.

## Jeunesse et débuts en sambo
Islam Ramazanovich Makhachev (en russe : Ислам Рамазанович Махачев) naît le 27 octobre 1991 à Makhatchkala, la capitale de la république du Daghestan, sujet de la fédération de Russie. Il est d'ethnie lak et de religion musulmane. Durant sa jeunesse, il s'entraîne et participe à des combats de sambo. Il grandit avec Khabib Nurmagomedov, également pratiquant d'arts martiaux mixtes d’origine daghestanaise, et s'entraîne toujours avec lui à ce jour. Durant le championnat du monde de sambo 2016, il remporte une médaille d'or lors du dernier match grâce à sa victoire sur le score de 7-0 contre le Bulgare Valentin Benishev.

## Carrière dans les arts martiaux mixtes

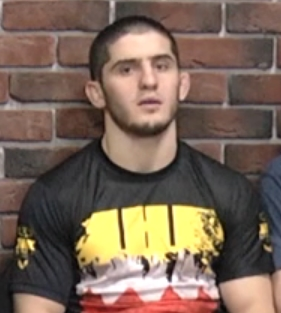
Islam Makhachev à l'entraînement (2016).

### M-1 Global (2010-2014)
Le 1er août 2010, il bat l'Azéri Magomed Bekbolatov par décision unanime,. Le 12 février 2011, il bat l'Ukrainien Tengiz Khuchua par KO. Le 6 mai 2011, il bat l'Arménien Martiros Grigoryan par KO technique. Le 1er juillet 2011, il bat le Russe Magomed Ibragimov par soumission.
Le lendemain, il bat le Russe Vladimir Egoyan par décision partagée. Le 15 décembre 2011, il bat le Russe Migel Grigoryan par soumission. Le 2 septembre 2012, il bat le Russe Anatoly Kormilkin par soumission. Le 9 avril 2013, il bat le Français Mansour Barnaoui par décision unanime.
Le 21 août 2013, il bat le Brésilien Rander Junio par décision unanime. Le 7 juin 2014, il bat le Russe Yuri Ivlev par soumission. Le 7 septembre 2014, il bat le Croate Ivica Trušček par soumission.

### Ultimate Fighting Championship (depuis 2015)

#### Défaite puis série de victoires (2015-2022)
Le 2 octobre 2014, Islam Makhachev signe un contrat de quatre combats avec l'Ultimate Fighting Championship (UFC).
Le 23 mai 2015, il bat l'Américain Leo Kuntz par soumission. Le 3 octobre 2015, il perd face au Brésilien Adriano Martins par KO. Le 17 septembre 2016, il bat l'Américain Chris Wade par décision unanime.
Le 11 février 2017, il bat l'Américain Nik Lentz par décision unanime. Le 20 janvier 2018, il bat le Brésilien Gleison Tibau par KO. Le 28 juillet 2018, il bat le Canadien Kajan Johnson par soumission.
Le 20 avril 2019, il bat l'Arménien Arman Tsarukyan par décision unanime. Sa prestation est désignée Combat de la soirée. Le 7 septembre 2019, il bat le Brésilien Davi Ramos par décision unanime.
En octobre 2019, Islam Makhachev signe un nouveau contrat de quatre combats supplémentaires avec l'Ultimate Fighting Championship.
Le 6 mars 2021, il bat l'Américain Drew Dober par soumission. Le 17 juillet 2021, il bat le Brésilien Thiago Moisés par soumission. Le 30 octobre 2021, il bat le Néo-Zélandais Dan Hooker par soumission. Le 26 février 2022, il bat l'Américain Bobby Green par KO technique.

#### Champion des poids légers (2022-2025)
Le 22 octobre 2022, il bat le Brésilien Charles Oliveira à Abou Dabi, aux Émirats arabes unis, par soumission lors de la deuxième reprise,. À cette occasion, il remporte le titre vacant des poids légers de l'UFC. Sa prestation est désignée Performance de la soirée.
Le 12 février 2023, il conserve son titre contre l'Australien Alexander Volkanovski lors de l'UFC 284 à Perth, en Australie, par décision unanime après cinq reprises,. Sa prestation est désignée Combat de la soirée.
Le 21 octobre 2023, il bat pour la seconde fois l'Australien Alexander Volkanovski lors de l'UFC 294 à Abou Dabi, aux Émirats arabes unis, cette fois-ci par KO lors de la première reprise, conservant de nouveau sa ceinture,. Sa prestation est désignée Performance de la soirée. Grâce à cette prestation, Islam Makhachev devient le combattant classé numéro 1 de l'UFC toutes catégories de poids confondues.
Le 1er juin 2024, il conserve sa ceinture en battant l'Américain Dustin Poirier par soumission lors de la cinquième reprise à Newark, dans le New Jersey, lors de l'UFC 302. Sa prestation est désignée à la fois Performance de la soirée et Combat de la soirée.
Le 18 janvier 2025, Islam Makhachev fait face au Brésilien Renato Moicano à Inglewood, en Californie, lors de l'UFC 311, après que son adversaire initial, l'Arménien Arman Tsarukyan, se soit blessé la veille du combat. Le combat venu, le Russe s'impose face au Brésilien par soumission lors de la première reprise,.

#### Passage en poids mi-moyens (2025-)
Le 14 mai 2025, Dana White annonce que l'UFC 317 aura pour tête d'affiche un combat pour le titre vacant des poids légers entre le Géorgien Ilia Topuria et le Brésilien Charles Oliveira,. Islam Makhachev passe donc à la catégorie supérieure pour disputer le titre des poids mi-moyens de l'UFC contre le champion actuel Jack Della Maddalena à une date et lors d'un événement qui restent à déterminer,.

## Palmarès en arts martiaux mixtes

### Distinctions
- Ultimate Fighting Championship
  - Combat de la soirée (× 3) : face à Arman Tsarukyan[24], Alexander Volkanovski[36] et Dustin Poirier[41].
  - Performance de la soirée (× 3) : face à Charles Oliveira[33], Alexander Volkanovski[39] et Dustin Poirier[41].

### Pay-per-view
| Rang | Évènement | Combat                      | Date            | Lieu                              | Nombre         |
| ---- | --------- | --------------------------- | --------------- | --------------------------------- | -------------- |
| 1.   | UFC 280   | Oliveira vs. Makhachev      | 22 octobre 2022 | Abou Dabi, Émirats arabes unis    | Non communiqué |
| 2.   | UFC 284   | Makhachev vs. Volkanovski   | 12 février 2023 | Perth, Australie                  | Non communiqué |
| 3.   | UFC 294   | Makhachev vs. Volkanovski 2 | 21 octobre 2023 | Abou Dabi, Émirats arabes unis    | Non communiqué |
| 4.   | UFC 302   | Makhachev vs. Poirier       | 1er juin 2024   | Newark, New Jersey, États-Unis    | Non communiqué |
| 5.   | UFC 311   | Makhachev vs. Moicano       | 18 janvier 2025 | Inglewood, Californie, États-Unis | Non communiqué |

### Historique des combats
| 28 combats     | 27 victoires | 1 défaites |
| Par KO         | 5            | 1          |
| Par soumission | 13           | 0          |
| Sur décision   | 9            | 0          |

| Résultat | Record | Adversaire            | Méthode                                       | Événement                              | Date              | Round | Temps | Lieu                                   | Notes                                                                                     |
| -------- | ------ | --------------------- | --------------------------------------------- | -------------------------------------- | ----------------- | ----- | ----- | -------------------------------------- | ----------------------------------------------------------------------------------------- |
| Victoire | 27-1   | Renato Moicano        | Soumission (étranglement d'Arce)              | UFC 311                                | 18 janvier 2025   | 1     | 4:05  | Inglewood, Californie, États-Unis      | Défend le titre des poids légers de l'UFC.                                                |
| Victoire | 26-1   | Dustin Poirier        | Soumission (d'Arce choke)                     | UFC 302                                | 2 juin 2024       | 5     | 2:42  | Newark, New Jersey, États-Unis         | Défend le titre des poids légers de l'UFC. Performance de la soirée. Combat de la soirée. |
| Victoire | 25-1   | Alexander Volkanovski | KO (coup de pied à la tête et coups de poing) | UFC 294                                | 21 octobre 2023   | 1     | 3:06  | Abou Dhabi, Émirats arabes unis        | Défend le titre des poids légers de l'UFC. Performance de la soirée.                      |
| Victoire | 24-1   | Alexander Volkanovski | Décision unanime                              | UFC 284                                | 12 février 2023   | 5     | 5:00  | Perth, Australie                       | Défend le titre des poids légers de l'UFC. Combat de la soirée.                           |
| Victoire | 23-1   | Charles Oliveira      | Soumission (étranglement bras-tête)           | UFC 280                                | 22 octobre 2022   | 2     | 3:16  | Abou Dhabi, Émirats arabes unis        | Remporte le titre vacant des poids légers de l'UFC. Performance de la soirée.             |
| Victoire | 22-1   | Bobby Green           | TKO (coups de poing)                          | UFC Fight Night: Makhachev vs. Green   | 26 février 2022   | 1     | 3:23  | Las Vegas, Nevada, États-Unis          |                                                                                           |
| Victoire | 21-1   | Dan Hooker            | Soumission (kimura)                           | UFC 267                                | 30 octobre 2021   | 1     | 2:25  | Abou Dhabi, Émirats arabes unis        |                                                                                           |
| Victoire | 20-1   | Thiago Moisés         | Soumission (étranglement arrière)             | UFC on ESPN: Makhachev vs. Moisés      | 17 juillet 2021   | 4     | 2:38  | Las Vegas, Nevada, États-Unis          |                                                                                           |
| Victoire | 19-1   | Drew Dober            | Soumission (étranglement bras-tête)           | UFC 259                                | 6 mars 2021       | 3     | 1:37  | Las Vegas, Nevada, États-Unis          |                                                                                           |
| Victoire | 18-1   | Davi Ramos            | Décision unanime                              | UFC 242                                | 7 septembre 2019  | 3     | 5:00  | Abu Dhabi, Émirats arabes unis         |                                                                                           |
| Victoire | 17-1   | Arman Tsarukyan       | Décision unanime                              | UFC Fight Night: Overeem vs. Oleinik   | 20 avril 2019     | 3     | 5:00  | Saint-Pétersbourg, Russie              | Combat de la soirée.                                                                      |
| Victoire | 16-1   | Kajan Johnson         | Soumission (clé de bras)                      | UFC on Fox: Alvarez vs. Poirier 2      | 28 juillet 2018   | 1     | 4:43  | Calgary, Canada                        |                                                                                           |
| Victoire | 15-1   | Gleison Tibau         | KO (coup de poing)                            | UFC 220                                | 20 janvier 2018   | 1     | 0:57  | Boston, Massachusetts, États-Unis      |                                                                                           |
| Victoire | 14-1   | Nik Lentz             | Décision unanime                              | UFC 208                                | 11 février 2017   | 3     | 5:00  | New York, État de New York, États-Unis |                                                                                           |
| Victoire | 13-1   | Chris Wade            | Décision unanime                              | UFC Fight Night: Poirier vs. Johnson   | 17 septembre 2016 | 3     | 5:00  | Hidalgo, Texas, États-Unis             |                                                                                           |
| Défaite  | 12-1   | Adriano Martins       | TKO (coup de poing)                           | UFC 192                                | 3 octobre 2015    | 1     | 1:46  | Las Vegas, Nevada, États-Unis          |                                                                                           |
| Victoire | 12-0   | Leo Kuntz             | Soumission (étranglement arrière)             | UFC 187                                | 23 mai 2015       | 2     | 2:38  | Houston, Texas, États-Unis             |                                                                                           |
| Victoire | 11-0   | Ivica Trušček         | Soumission                                    | M-1 Challenge 51                       | 7 septembre 2014  | 3     | 4:45  | Saint-Pétersbourg, Russie              |                                                                                           |
| Victoire | 10-0   | Yuri Ivlev            | Soumission                                    | M-1 Challenge 49                       | 7 juin 2014       | 1     | 1:49  | Ingouchie, Russie                      |                                                                                           |
| Victoire | 9-0    | Rander Junio          | Décision unanime                              | M-1 Challenge 41                       | 21 août 2013      | 3     | 5:00  | Saint-Pétersbourg, Russie              |                                                                                           |
| Victoire | 8-0    | Mansour Barnaoui      | Décision unanime                              | M-1 Challenge 38                       | 9 avril 2013      | 3     | 5:00  | Saint-Pétersbourg, Russie              |                                                                                           |
| Victoire | 7-0    | Anatoly Kormilkin     | Soumission                                    | Lion's Fights 2                        | 2 septembre 2012  | 1     | 3:17  | Saint-Pétersbourg, Russie              |                                                                                           |
| Victoire | 6-0    | Migel Santos          | Soumission                                    | Siberian Fighting Championship 1       | 15 décembre 2011  | 1     | 4:25  | Tomsk, Russie                          |                                                                                           |
| Victoire | 5-0    | Vladimir Egoyan       | Décision partagée                             | ProFC: Union Nation Cup Final          | 2 juillet 2011    | 2     | 5:00  | Rostov-sur-le-Don, Russie              |                                                                                           |
| Victoire | 4-0    | Magomed Ibragimov     | Soumission                                    | Tsumada Fighting Championship 5        | 1er juillet 2011  | 2     | 3:15  | Tsumadinsky, Russie                    |                                                                                           |
| Victoire | 3-0    | Martiros Grigoryan    | TKO (coups de poing)                          | ProFC: Union Nation Cup 15             | 6 mai 2011        | 1     | 2:52  | Simferopol, Russie                     |                                                                                           |
| Victoire | 2-0    | Tengiz Khuchua        | KO (coup de poing)                            | M-1 Selection Ukraine 2010: The Finals | 12 février 2011   | 1     | 0:30  | Kiev, Ukraine                          |                                                                                           |
| Victoire | 1-0    | Magomed Bekbolatov    | Décision unanime                              | Tsumada Fighting Championship 4        | 1er août 2010     | 2     | 5:00  | Tsumadinsky, Russie                    | Début en poids légers.                                                                    |